# Хэворт, Черил
Черил Хэворт (англ. Cheryl Haworth; род. 18 апреля 1983, Саванна, Джорджия) — американская тяжелоатлетка, выступающая в весовой категории свыше 75 килограммов. Бронзовый призёр Олимпийских игр, бронзовый призёр чемпионата мира.

## Биография
Черил Хэворт родилась 19 апреля 1983 года.

## Карьера
На юниорском чемпионате мира 1998 года Черил Хэворт выступала в весовой категории свыше 75 килограммов и с результатом 222,5 кг заняла четвёртое место. В следующем году она сумела поднять 250 килограммов  в сумме (112,5 + 137,5) и завоевала серебряную медаль. В том же году она участвовала на взрослом чемпионате мира в Афинах, где с результатом 252,5 кг стала четвёртой.
В начале 2000 года на тестовых соревнованиях в Сиднее на арене Олимпийских игр завоевала золотую медаль с результатом 257,5 кг. В том же году она стала серебряным призёром юниорского чемпионата мира, подняв в сумме 252,5 кг. На Играх в Сиднее Хэворт выступала в категории свыше 75 кг, тогда женская тяжёлая атлетика дебютировала в олимпийской программе. Хэворт сумела поднять рекордные для себя 125 килограммов в рывке и затем также превзойти лучшее достижение в толчке — 145 кг. Её результата в 270 кг хватило, чтобы завоевать бронзовую олимпийскую медаль в возрасте семнадцати лет.
На юниорских чемпионатах мира 2001 и 2002 года Черил Хэворт завоевала золотые медали, подняв на обоих турнирах 275 кг (122,5 + 152,5). На взрослом чемпионате мира 2002 года в Варшаве Черил Хэворт стала четвёртой с результатом 277,5 кг.
В 2003 году Хэворт выступала на юниорском чемпионате мира, но после рывка, где она подняла 127,5 кг, не сумела зафиксировать ни одного веса в толчке.
На Олимпийских играх 2004 года в Афинах Хэворт показала лучший результат в карьере, подняв 280 кг в сумме (125 + 155), но этого ей хватило лишь на шестое итоговое место.
На чемпионате мира 2005 года в Дохе Черил Хэворт вновь улучшила свои рекорды, подняв 126 и 161 кг в рывке и толчке, соответственно. Сумма в 287 килограммов позволила ей впервые в карьере завоевать бронзовую медаль чемпионата мира.
На чемпионате мира 2006 года американка выступила слабее, чем в прошлом году и заняла четвёртое место. В 2007 году она сумела поднять лишь 250 кг на чемпионате мира и заняла двенадцатое место.
На своих третьих Олимпийских играх в Пекине в 2008 году Черил Хэворт не сумела приблизиться к лучшим результатам карьеры, и подняв 115 кг в рывке и 144 кг в толчке стала четвёртой.